# Шинхото Чи-Ха
«ШинХоТо Чи-Ха», «2597» (яп. 九七式中戦車 Кю: нана сики тю: сэнся) — японский средний танк времён Второй мировой войны, созданный на базе танка «Чи-Ха» в 1939—1941 годы. Частично сменил базовый танк в производстве; кроме того, значительная часть «Шинхото Чи-Ха» была получена переделкой из обычных «Чи-Ха». Название танка переводится как «Чи-Ха (средний третий) с новой артиллерийской башней».

## История создания
Одним из недостатков «Чи-Ха» стала короткоствольная 57-мм пушка, обладавшая плохой баллистикой и очень невысокими противотанковыми качествами. Однако из-за устаревшей доктрины применения танков борьба с другими танками не считалась его приоритетной задачей, и, несмотря на настояния инженера Т. Хара, замена 57-мм пушки армией не рассматривалась. Боевые действия в Китае поначалу убедили командование в правильности подобного решения, поскольку малочисленные и плохо вооружённые китайские бронетанковые войска не могли оказать серьёзного сопротивления.
Поворотным моментом стали бои на Халхин-Голе в 1939 году. 45-мм пушки советских танков и бронеавтомобилей, несмотря на меньший калибр, значительно превосходили 57-мм орудия японцев в дальности стрельбы, что привело к тяжёлым потерям среди японской бронетехники. Это наконец убедило японцев в приоритете противотанковых свойств танкового орудия и от Генерального штаба поступил приказ вооружить японские танки пушками, способными бороться с лучшими зарубежными образцами бронетехники. Уже в 1939 был построен прототип танка, получивший обозначение 2598 «Чи-Хо» с увеличенной башней, созданной под явным влиянием советского танка БТ, в которой помещалось 47-мм орудие с длиной ствола 48 калибров. Несмотря на меньший калибр, новая пушка значительно превосходила 57-мм по противотанковым качествам.
Первые образцы нового танка были спешно отправлены на Филиппины, где им хоть и не довелось принимать участия в боевых действиях, их орудия были испытаны стрельбой по трофейному американскому М3 «Стюарт». Относительно толстая лобовая броня этого танка пробивалась японскими пушками с большим трудом, но на испытаниях «Шинхото Чи-Ха» пробил броню М3 тремя из шести попаданий с дистанции 1000 метров и шестью из девяти попаданий на дистанции 800 метров.
С 1942 года танк был вооружён новой 47-мм противотанковой пушкой Тип 1, обладавшей ещё более высокой бронепробиваемостью.

## Описание конструкции
«Шинхото Чи-Ха» отличались от стандартных «Чи-Ха» прежде всего новой башней. Помимо этого, была немного увеличена толщина брони и удалён люк стрелка, перекрывавшийся новой башней. Была доработана система вентиляции машинного отделения и установлены бронированные жалюзи, а командир получил новую светозвуковую систему связи с водителем по типу корабельного телеграфа. «Шинхото Чи-Ха», полученные в войсках переделкой старых машин, помимо новой башни получали только изменённый верхний лист корпуса без люка стрелка.
Новая башня состояла из двух собранных при помощи сварки передней и задней половин, соединявшихся между собой заклёпками. Обширная кормовая ниша башни служила для хранения боекомплекта. Пулемёт по-прежнему устанавливался в корме башни, несмотря на явную неудачность такого решения.
Танковая пушка Тип 1 конструктивно была схожа с противотанковым орудием, однако отличалась перекомпонованными противооткатными устройствами и заменой горизонтального клинового затвора на вертикальный, а также уменьшенной до 2250 мм / 47,87 калибров длиной ствола. Полная длина орудия составляла 2930 мм, масса — 406 кг, в том числе ствола — 164 кг, затвора — 15,7 кг и люльки в сборе — 166 кг. Несмотря на укороченный ствол, баллистика орудия существенно не изменилась, и принималась за идентичную противотанковому варианту, который стрелял бронебойным снарядом весом 1,53 кг, содержащим 18 г взрывчатого вещества, с начальной скоростью 830 м/с. На дистанции 500 м такой снаряд пробивал 68 мм брони при угле встречи 90°. Помимо этого, в боекомплект входили осколочно-фугасные снаряды весом 1,4 кг, содержавшие 90 г взрывчатого вещества.
| Таблица бронепробиваемости для 47-мм танковой пушки Тип 1 |                          |                          |
| Бронебойный трассирующий остроголовый снаряд              |                          |                          |
| Дальность, м                                              | При угле встречи 90°, мм | При угле встречи 60°, мм |
| 500                                                       | 68                       | 50                       |
| 1000                                                      | 45                       | 34                       |

## Машины на базе «Шинхото Чи-Ха»

### «Чи-Ки»
Командирская версия «Шинхото Чи-Ха». Средние танки предназначались для самостоятельных танковых соединений, и на их базе были созданы командирские машины, оснащённые радиостанцией с кольцевой поручневой антенной вокруг башни, впоследствии заменённой на штыревую. Специальная командирская модель «Чи-Ха» — танк «Чи-Ки» — отличалась несколько улучшенными параметрами радиостанции и приборов наблюдения, а также установкой вместо лобового пулемёта 37-мм пушки. Принятые одновременно с линейными командирские танки имели увеличенную башню с новым куполом, без пушечной установки. В крыше башни позади купола находился второй люк. Позже на командирских «Чи-Ки» появились башни с пушечной установкой или её имитацией. На некоторых образцах таким же образом устанавливали второе 57-мм орудие: предполагалось, видимо, что при «линейной» тактике действий командир должен обладать не столько дополнительными средствами связи и управления, сколько дополнительной огневой мощью. На основе «Чи-Ха» создали также «артиллерийский» танк с короткоствольным 120-мм орудием для поддержки морских десантных отрядов.

## Где можно увидеть

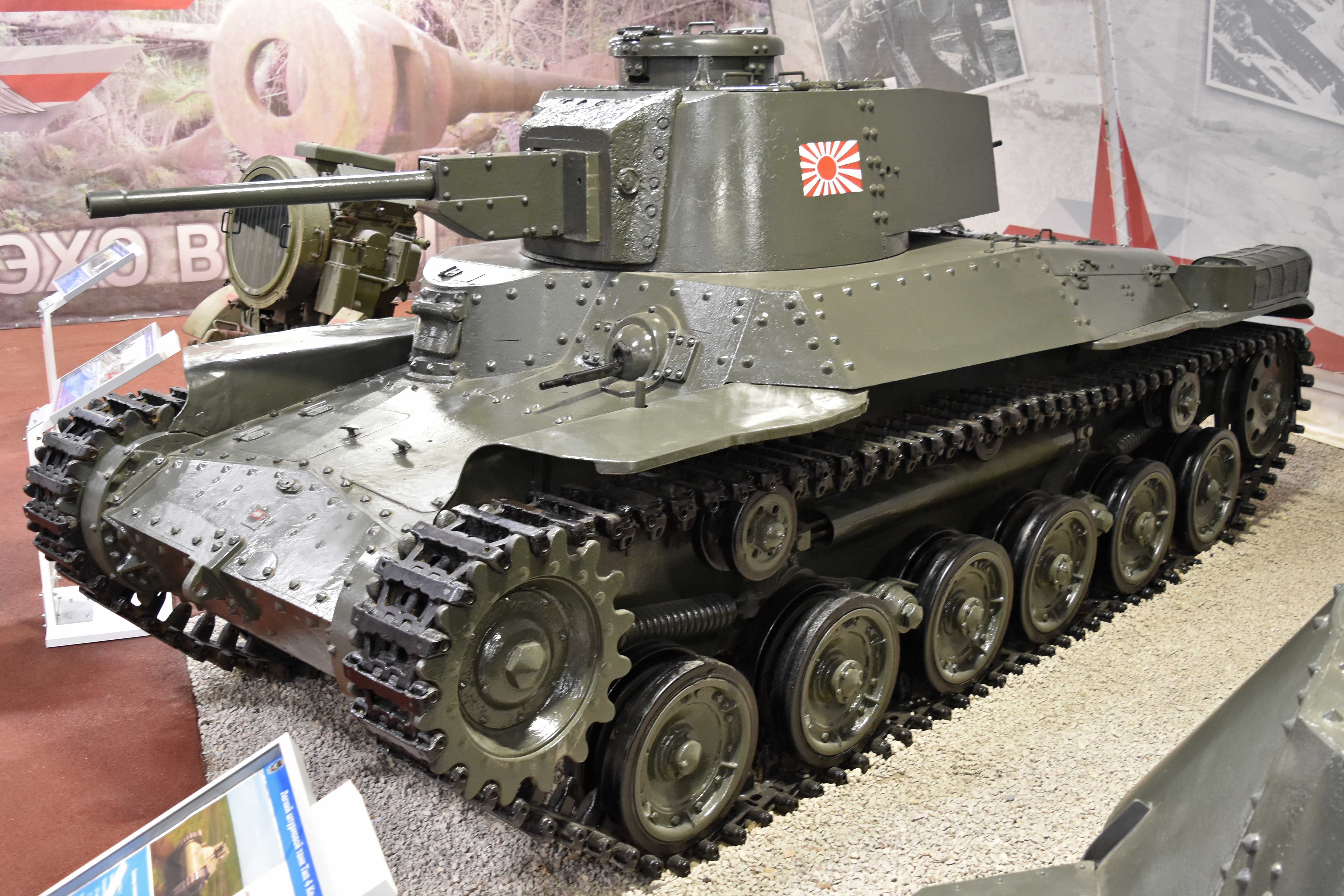
В Бронетанковом музее в Кубинке

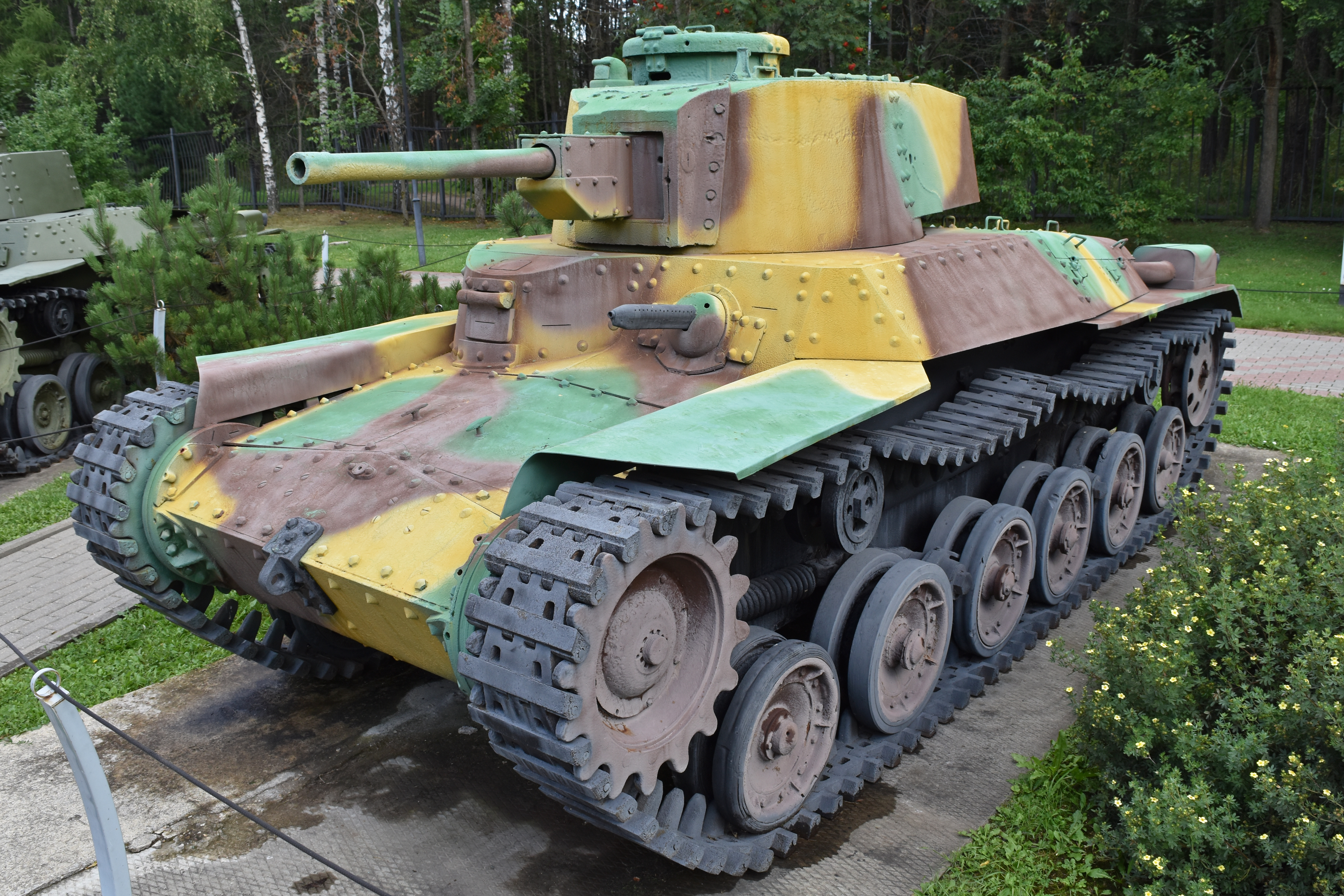
В музее Победы

До нашего времени в музеях сохранилось немногим больше десяти танков «Шинхото Чи-Ха», большая часть из которых находится в музеях.
- Россия:
  - Музей Победы, Москва — «Чи-Ха» модификации «Шинхото». Отреставрирован.
  - Государственный военно-технический музей, Московская область — «Чи-Ха» модификации «Шинхото». Танк на ходу. Он был собран из оригинальных деталей разных танков «Чи-Ха». Мотор не оригинальный — ЯАЗ-206. Башня и макет орудия — не оригинальные, новодел.
  - Парк «Патриот» в подмосковной Кубинке — «Чи-Ха» модификации «Шинхото».
  - Парк «Патриот» в подмосковной Кубинке — также в музее есть разбитый корпус танка «Шинхото Чи-Ха», без башни, привезенный с острова Шумшу в 2015. Было принято решение его не восстанавливать, поскольку в музее есть полностью целый такой же экспонат.
  - Остров Шумшу, Курильские острова — как минимум 7 «Шинхото Чи-Ха» на 2021 год оставались лежать на месте боёв на острове Шумшу и были засняты «Седьмой военно-исторической экспедицией на Шумшу». Танки в значительной степени размародёрены, остались одни корпуса. Все оставшиеся танки на Шумшу номинально приписаны к Северо-Курильскому краеведческому музею, хотя по сути они гниют в поле и постепенно разрушаются.

- США:
  - Музей Абердинского полигона.
  - Музей морской авиации в Квентико.
  - Исторический парк Нимица во Фредериксбурге.
- Китай:
  - Музей Китайской Армии в Пекине.
  - Военный мемориал в Ляоянге.
- Япония — музей Сил самообороны Японии в Цутиуре.
- Австралия — музей Австралийских Королевских бронетанковых войск в Пакапуньяле.